# Connecticut Sun
Die Connecticut Sun sind eine Mannschaft der nordamerikanischen Damen-Basketball-Profiliga WNBA. Seine Heimspiele trägt das Team in der Mohegan Sun Arena im gleichnamigen Casino in dem Mohegan-Reservat in Montville, Connecticut aus. Die Sun waren das erste WNBA-Team, das nicht im Besitz eines NBA-Teams steht.

## Geschichte

### Vier Saisons in Orlando (1999 bis 2002)
Die Orlando Miracle traten 1999 der WNBA bei, zwei Jahre nachdem diese Liga ihre erste offizielle Saison austrug. Ihre Heimspiele trugen die Miracle im TD Waterhouse Centre. In der kurzen Zeit in Orlando spielten die Miracle vier respektable Saisons, wobei sie in der Saison 2000 erstmals die Playoffs erreichten, wo sie in der ersten Runde an den Cleveland Rockers knapp mit 1:2 in Spielen scheiterten. In der Saison 2002 konnten die Miracles wie 2000 16 von 32 Spielen in der regulären Saison gewinnen, jedoch reichte es am Ende um sich für die Playoffs zu qualifizieren.

### Umsiedlung von Orlando nach Connecticut (2002)
Die Liga und deren Teams waren im Besitz der NBA, die sich 2002 dafür entschieden alle WNBA-Teams an die in derselben Stadt beheimateten NBA-Teams oder an Dritte zu verkaufen. Dieser Verkauf führte dazu, dass zwei Mannschaften umgesiedelten wurden: Utah Starzz wurden zu den San Antonio Silver Stars und die Orlando Miracles zu den Connecticut Sun.

### Erste Erfolge und WNBA-Finals (2003 bis 2006)
Auf der in Orlando geschaffenen Basis arbeiteten die neuen Besitzer in Connecticut stetig weiter. Als erstes verpflichteten sie All-Star Rebecca Lobo. Mit Lobos Unterstützung gewannen die Sun in der Saison 2003 18 von 34 Spielen. Mit diesem Ergebnis qualifizierten sich die Sun gleich für die Playoffs, wo sie in den Conference Semifinals klar mit 2:0 gegen die Charlotte Sting gewannen. Damit gewann das Franchise ihre erste Playoff Serie in ihrer Geschichte. Jedoch scheiterten die Sun in den Eastern Conference Finals klar an den Detroit Shock.
In der Saison 2004 wurden die Sun durch Lindsay Whalen verstärkt, die sie ihm WNBA Draft 2004 ausgewählt hatten, jedoch mussten die Sun in dieser Saison auf Lobo verzichten die ihr Karriereende bekannt gab. Die Sun gewannen wie in der Saison zuvor 18 von 34 Spielen. Da die Eastern Conference in dieser Saison sehr ausgeglichen war, reichten diese 18 Siege sogar um die Saison als bestes Team der Eastern Conference zu beenden. In den Playoffs schlugen sie zunächst die Washington Mystics und danach die New York Liberty und standen somit zum ersten Mal in ihrer Geschichte in den WNBA-Finals, wo sich die Sun knapp den Seattle Storm geschlagen geben mussten.
Nach dieser überraschend guten Saison verstärkten sich die Sun für die Saison 2005 mit Margo Dydek. Die Sun dominierten in dieser Saison die Eastern Conference und gewannen 26 von 34 Spielen in der regulären Saison. In den Playoffs schlugen sie die Detroit Shock und Indiana Fever klar mit 2:0 und standen somit zum zweiten Mal in Folge in den WNBA-Finals, wo sie dieses Mal auf die Sacramento Monarchs trafen. Die Sun hatten im Gegensatz zu der vorherigen Saison den Heimvorteil auf ihrer Seite. Jedoch konnten die Sun nur ein einziges Spiel gewinnen und verloren die Serie mit 1:3.
In der Saison 2006 wiederholten die Sun ihre starke Leistung in der regulären Saison aus dem Vorjahr und gewannen wieder 26 von 34 Spielen. In den Playoffs konnten die Sun zwar die Washington Mystics in den Conference Semifinals mit 2:0 besiegen, jedoch mussten sie sich überraschend in den Eastern Conference Finals den späteren WNBA-Meister, den Detroit Shock knapp mit 1:2 geschlagen geben.

### Ende einer Ära (2007)
Die Saison 2007 verlief nicht so erfolgreich wie die vorherigen. Die Sun starteten in der regulären Saison mit 10 Niederlagen aus den ersten 15 Spielen. Jedoch erholten sich die Sun überraschend von diesem Schock und gewannen elf der nächsten 13 Spiele und qualifizierten sich somit wieder für die Playoffs. In den Conference Semifinals trafen die Sun auf die Indiana Fever. In der regulären Saison konnten die Sun alle vier Begegnungen mit den Fever für sich entscheiden. Das erste Spiel dieser Serie konnten die Sun, trotz einer 17 Punkte Führung im dritten Viertel, erst in der dritten Verlängerung mit 93–88 gewinnen. Die Fever hatten in den nächsten beiden Spielen Heimvorteil, den sie auch nutzten. Das dritte Spiel dieser Serie konnten die Sun trotz einer Führung von 22 Punkten nicht gewinnen. Somit schieden die Sun erstmals seit der Umsiedlung in den Conference Semifinals aus.

### Neustart (2008 bis 2012)
In der Saisonpause veränderten die Sun mit einigen Trades einen großen Teil ihrer Mannschaft. Zunächst wurde Katie Douglas für Tamika Whitmore zu den Indiana Fever transferiert. Danach wurde bekannt, dass Nykesha Sales die gesamte Saison 2008 wegen einer Verletzung aussetzen wird. Des Weiteren nahm sich auch Margo Dydek, wegen ihrer Schwangerschaft, eine Auszeit für eine Saison. Alle drei Spielerinnen standen in der vorherigen Saison regelmäßig in der Startformation, dadurch fielen die Prognosen für die Mannschaft im Gegensatz zu den vorherigen Saisons negativ aus. Die Sun straften Kritiker Lügen, als sie acht der ersten neun Spiele gewannen. Jedoch konnten die Sun in den weiteren Spielen dieses Niveau nicht ganz halten und gingen mit einer Bilanz von 16 Siegen aus 26 Spielen in die Olympiapause. Die reguläre Saison beendeten die Sun mit 21 Siegen aus 34 Spielen und qualifizierten sich damit als zweit-bestes Team aus dem Osten für die Playoffs. In den Playoffs schieden sie trotz Heimvorteil in den Conference Semifinals gegen die New York Liberty aus.
In der folgenden Spielzeit 2009 erspielten die Sun erstmals nach ihrem Umzug eine negative Bilanz in der regulären Saison und erreichten auch erstmals nicht die Playoffs. Auch die nächste Saison endete trotz einer ausgeglichenen Bilanz ohne Playoff-Teilnahme.
In den Spielzeiten 2011 und 2012 erreichte das Team nach einer Leistungssteigerung wieder die Playoffs, 2012 sogar als bestes Team der Eastern Conference. In beiden Saisons scheiterte die Sun aber vorzeitig an schlechter platzierten Teams. Daher und weil weiter kein WNBA-Titel gewonnen werden konnte, endet die Trainerzeit vom Mike Thibault.

### Neue Trainer, neues Glück? (2013 bis 2018)
Der erhoffte Titel blieb unter der neuen Trainerin Anne Donovan in weiter Ferne. In den drei Saisons wurden nicht nur immer die Playoffs verpasst, die Sun waren auch immer das Team der Eastern Conference mit der schwächsten Bilanz und erzielte außerdem in der Spielzeit 2013 die schlechteste Bilanz der gesamten Franchisegeschichte. Nach drei sportlich erfolglosen Spielzeiten wurde vor der Saison 2016 Curt Miller der neue Trainer des Teams. Unter dem neuen Trainer Curt Miller verlor das Team 2016 mehr Spiele als in der Vorsaison, wurde aber zumindest nicht wieder Letzter in der Eastern Conference, trotzdem verpasste das Team zum vierten Mal in Folge die Playoffs. In der Saison 2017 konnte sich das Team deutlich steigern und erreichte mit 21:13 Siegen als viertbestes Team wieder die Playoffs. Dort scheitert man aber in der zweiten Runde gegen das schlechter platzierte Team der Phoenix Mercury. Die Spielzeit 2018 war eine exakte Kopie der Vorsaison. Mit wieder 21:13-Siegen waren die Sun wieder viertbestes Team der Liga. In den Playoffs scheitert man nach einem Freilos in der ersten Runde wieder in der zweiten Runde gegen das schlechter platzierte Team aus Phoenix.

### Rückkehr des Erfolges (ab 2019)
In der Saison 2019 spielten die Sun wieder erfolgreicher. Als zweitbestes Team erreicht man die Playoffs. Dort scheiterte man in den WNBA-Finals knapp in fünf Spielen am Team der Washington Mystics. In der coronabendingt verkürzten Spielzeit 2020 erreichten die Sun trotz einer negativen Bilanz die Playoffs und scheiterten nach Erfolgen gegen Teams mit besseren Bilanzen erst im Halbfinale an den Las Vegas Aces. 2021 erspielte das Team in der regulären Saison die beste Bilanz der Liga als auch der Vereinsgeschichte. Trotzdem endet die Saison wieder in den Semifinals mit einer Niederlage gegen den späteren Meister der Chicago Sky. Im Jahr 2022 war die Saisonbilanz nicht mehr ganz so überragend, aber nach Erfolgen gegen die Teams aus Dallas und Chicago verlor man erst in den Finals gegen die Las Vegas Aces. Damit standen die Sun mittlerweile viermal in den WNBA-Finals, warten aber weiter auf die erste WNBA-Meisterschaft.

## Spielstätten
| Saison | Zuschauer- schnitt | WNBA-Zu- schauerschnitt |
| ------ | ------------------ | ----------------------- |
| 2003   | 6.025              | 8.800                   |
| 2004   | 6.707              | 8.613                   |
| 2005   | 7.173              | 8.172                   |
| 2006   | 7.417              | 7.490                   |
| 2007   | 7.970              | 7.750                   |
| 2008   | 7.644              | 7.948                   |
| 2009   | 6.794              | 8.039                   |
| 2010   | 7.483              | 7.834                   |
| 2011   | 7.056              | 7.955                   |
| 2012   | 7.266              | 7.457                   |
| 2013   | 6.548              | 7.531                   |

| Saison | Zuschauer- schnitt | WNBA-Zu- schauerschnitt |
| ------ | ------------------ | ----------------------- |
| 2014   | 5.980              | 7.578                   |
| 2015   | 5.557              | 7.318                   |
| 2016   | 5.837              | 7.655                   |
| 2017   | 6.728              | 7.716                   |
| 2018   | 6.569              | 6.769                   |
| 2019   | 6.841              | 6.535                   |
| 2020   | Covid-19           | Covid-19                |
| 2021   | 2.930              | 2.620                   |
| 2022   | 5.712              | 5.646                   |
| 2023   | 6.244              | 6.615                   |
| 2024   | 8.451              | 9.807                   |

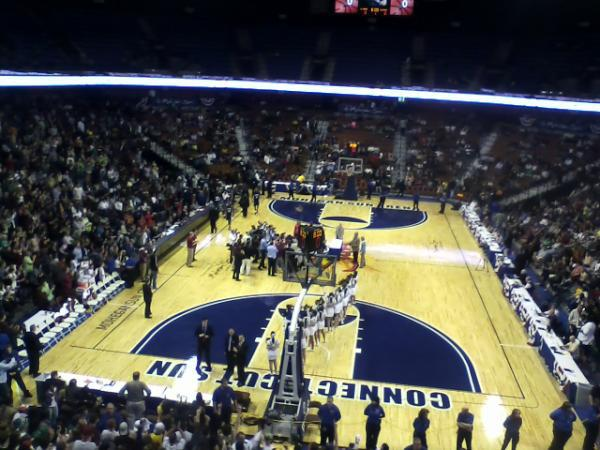
Blick in die Mohegan Sun Arena (2012)

In Orlando trug das Franchise seine Heimspiele in der TD Waterhouse Centre aus. Nach der Umsiedlung nach Connecticut spielte der Klub in der Mohegan Sun Arena, die ein Teil des Mohegan Sun Casinos in Montville ist. Die Arena befindet sich in der Mitte des Einkaufszentrums vom Mohegan Sun Casino. Durch diese günstige Platzierung können die Fans vor bzw. nach einem Spiel den Vorteil nutzen, dass sich eine große Anzahl von Restaurants und Geschäften gleich direkt beim Stadion befinden. Deshalb kommt es auch manchmal vor, dass man einige Spielerinnen nach einem Spiel in einem Restaurant antrifft.

### Zuschauerzahlen
Die Mohegan Sun Arena hat eine Kapazität von 10.000 Plätzen. Trotz der sportlichen Erfolge lag der Zuschauerschnitt der Sun nur in einer Saison über dem WBA-Schnitt und sank in den Jahren ohne Playoff-Teilnahme weiter ab. 2016 konnte der Abwärtstrend vorerst beendet werden und 2017 konnte ein deutlicher Zuwachs verzeichnet werden. Durch die sportliche Steigerung in der Saison 2019 konnte der Zuschauerschnitt weiter gesteigert werden und die Sun lagen damit erstmals seit über zehn Jahren wieder über dem WNBA-Schnitt.

## Diverses

### Logos
Die Orlando Miracle starteten 1999, wie die meisten anderen WNBA-Mannschaften auch, mit einem Logo, dass dem der in derselben Stadt beheimateten NBA-Mannschaft sehr ähnlich sieht. Nach der Umsiedlung nach Connecticut, wo es bis zu diesem Zeitpunkt keine professionelle Sportmannschaft existierte, bekam die Mannschaft ein komplett neues Logo, welches keine Ähnlichkeiten mit einem Logo einer anderen Sportmannschaft aufweist. Des Weiteren wurde 2003 auch ein Alternativlogo präsentiert, wobei dieses Logo nie über ein Nischendasein hinauskam und bis jetzt nur wenig Beachtung fand.

Hauptlogo (1999–2002)
Hauptlogo (seit 2003)
Alternativlogo (seit 2003)

## Erfolge und Ehrungen

### Sportliche Erfolge
Das Franchise konnte seine ersten richtigen Erfolge erst nach der Umsiedlung von Orlando nach Connecticut verbuchen. 2004, 2005 und 2019 schafften die Sun den Sprung in die WNBA-Finals, wo sie sich den Seattle Storm, den Sacramento Monarchs und den Washington Mystics.geschlagen geben mussten.
Seit der Umsiedlung konnte das Franchise elfmal die Playoffs erreichen und insgesamt viermal (2004, 2005, 2006 und 2012) die Saison als beste Mannschaft der gesamten Eastern Conference beenden. Wobei sechs der elf Playoff-Teilnehmen direkt nach dem Umzug erzielt werden konnten.

### Individuelle Auszeichnungen
Da die Sun nach dem Umzug als Team recht erfolgreich waren, auch wenn sie bisher nicht die WNBA-Meisterschaft gewinnen konnten, bestätigen die vielen individuellen Auszeichnungen die guten Leistungen des Teams.
| Most Valuable Player Durch Tina Charles konnte die wichtigste Auszeichnung der Liga bisher einmal durch eine Spielerin des Teams gewonnen werden. - 2012 – Tina Charles - 2021 – Jonquel Jones Rookie of the Year: Die Sun hatte bisher zweimal den Nummer-1-Draft-Picks und in beiden Fällen ging auch die Ehrung des besten Liga-Neulings jeweils nach Connecticut. - 2010 – Tina Charles - 2014 – Chiney Ogwumike Coach of the Year Award : Die Auszeichnung für den besten Trainer der regulären Saison ging bisher dreimal an das Team. Zweimal erhielt diese Ehrung Mike Thibault. - 2006 – Mike Thibault - 2008 – Mike Thibault - 2017 – Curt Miller Most Improved Player Award: Die Auszeichnung der meistverbesserten Spielerin ging mittlerweile viermal an Spielerinnen des Teams. - 2004 – Wendy Palmer - 2015 – Kelsey Bone - 2017 – Jonquel Jones - 2021 – Brionna Jones | Sixth Woman of the Year Die Ehrung der besten Ergänzungsspielerin ging bisher dreimal an Spielerinnen der Sun. - 2012 – Renee Montgomery - 2018 – Jonquel Jones - 2022 – Brionna Jones Peak Performers Bei den Auszeichnungen der besten statistischen Werte war das Team bisher sechsmal erfolgreich, davon fünfmal bei den Rebounds. Tina Charles war dabei dreimal in Folge beste Rebounderin der Liga. - 2008 – Lindsay Whalen (Assists) - 2010 – Tina Charles (Rebounds) - 2011 – Tina Charles (Rebounds) - 2012 – Tina Charles (Rebounds) - 2017 – Jonquel Jones (Rebounds) - 2019 – Jonquel Jones (Rebounds) Sportsmanship Award Die Ehrung zur fairsten Spielerin der Liga ging bisher zweimal an das Team aus Connecticut. - 2005 – Taj McWilliams-Franklin - 2012 – Kara Lawson |

### WNBA All-Star Game-Nominierungen
Insgesamt wurden bisher sieben Spielerinnen des Klubs von den Fans aufgrund ihrer Beliebtheit ins All-Star Game gewählt oder aufgrund ihrer Leistungen von den Trainern nominiert. Seit der Gründung der Franchise nahmen mindestens zwei Spielerinnen an jedem All-Star Game teil.
Taj McWilliams-Franklin wurde insgesamt sechs Mal nominiert, so oft wie keine andere Spielerin der Sun/Miracle.
2006 wurden mit Katie Douglas, Margo Dydek, Taj McWilliams-Franklin, Nykesha Sales und Lindsay Whalen alle Spielerinnen aus der Startformation der Sun ins Eastern Conference All-Star Team gewählt. Die Sun sind damit die erste und einzige Mannschaft der WNBA, die mit ihrer gesamten Startformation bei einem All-Star Spiel vertreten waren.

### Saisonübersicht
Abkürzungen: Sp. = Spiele, S = Siege, N = Niederlagen
| Saison           | Sp.             | S               | N               | Siege in %      | Platz                  | Playoffs |
| Orlando Miracle  | Orlando Miracle | Orlando Miracle | Orlando Miracle | Orlando Miracle | Orlando Miracle        | Orlando Miracle |
| ---------------- | --------------- | --------------- | --------------- | --------------- | ---------------------- | --- |
| 1999             | 32              | 15              | 17              | 46,9            | 4., Eastern Conference | nicht qualifiziert |
| 2000             | 32              | 16              | 16              | 50,0            | 3., Eastern Conference | Niederlage in den Conference Semifinals, 1:2 (Cleveland Rockers) |
| 2001             | 32              | 13              | 19              | 40,6            | 5., Eastern Conference | nicht qualifiziert |
| 2002             | 32              | 16              | 16              | 50,0            | 5., Eastern Conference | nicht qualifiziert |
| Gesamt (Miracle) | 128             | 60              | 68              | 46,9            |                        | 1 Playoff-Teilnahme in 4 Saisons 1 Serie: 0 Siege, 1 Niederlage 3 Spiele: 1 Sieg, 2 Niederlagen (33,3 %)                                                             |
| Connecticut Sun  |                 |                 |                 |                 |                        | |
| 2003             | 34              | 18              | 16              | 52,9            | 3., Eastern Conference | Sieg in den Conference Semifinals, 2:0 (Charlotte Sting) Niederlage in den Conference Finals, 0:2 (Detroit Shock)                                                    |
| 2004             | 34              | 18              | 16              | 52,9            | 1., Eastern Conference | Sieg in den Conference Semifinals, 2:1 (Washington Mystics) Sieg in den Conference Finals, 2:0 (New York Liberty) Niederlage in den WNBA Finals, 1:2 (Seattle Storm) |
| 2005             | 34              | 26              | 8               | 76,5            | 1., Eastern Conference | Sieg in den Conference Semifinals, 2:0 (Detroit Shock) Sieg in den Conference Finals, 2:0 (Indiana Fever) Niederlage in den WNBA Finals, 1:3 (Sacramento Monarchs)   |
| 2006             | 34              | 26              | 8               | 76,5            | 1., Eastern Conference | Sieg in den Conference Semifinals, 2:0 (Washington Mystics) Niederlage in den Conference Finals, 1:2 (Detroit Shock)                                                 |
| 2007             | 34              | 18              | 16              | 52,9            | 3., Eastern Conference | Niederlage in den Conference Semifinals, 1:2 (Indiana Fever) |
| 2008             | 34              | 21              | 13              | 61,8            | 2., Eastern Conference | Niederlage in den Conference Semifinals, 1:2 (New York Liberty) |
| 2009             | 34              | 16              | 18              | 47,1            | 6., Eastern Conference | nicht qualifiziert |
| 2010             | 34              | 17              | 17              | 50,0            | 5., Eastern Conference | nicht qualifiziert |
| 2011             | 34              | 21              | 13              | 61,8            | 2., Eastern Conference | Niederlage in den Conference Semifinals, 0:2 (Atlanta Dream) |
| 2012             | 34              | 25              | 9               | 73,5            | 1., Eastern Conference | Sieg in den Conference Semifinals, 2:0 (New York Liberty) Niederlage in den Conference Finals, 1:2 (Indiana Fever)                                                   |
| 2013             | 34              | 10              | 24              | 29,4            | 6., Eastern Conference | nicht qualifiziert |
| 2014             | 34              | 13              | 21              | 38,2            | 6., Eastern Conference | nicht qualifiziert |
| 2015             | 34              | 15              | 19              | 44,1            | 6., Eastern Conference | nicht qualifiziert |
| 2016             | 34              | 14              | 20              | 41,2            | 5., Eastern Conference | nicht qualifiziert |
| 2017             | 34              | 21              | 13              | 61,8            | 2., Eastern Conference | Niederlage in der 2. Runde, 0:1 (Phoenix Mercury) |
| 2018             | 34              | 21              | 13              | 61,8            | 3., Eastern Conference | Niederlage in der 2. Runde, 0:1 (Phoenix Mercury) |
| 2019             | 34              | 23              | 11              | 67,6            | 2., Eastern Conference | Sieg in den WNBA-Semifinals, 3:0 (Los Angeles Sparks) Niederlage in den WNBA-Finals 2:3 (Washington Mystics)                                                         |
| 2020             | 22              | 10              | 12              | 45,5            | 2., Eastern Conference | Sieg in der 1. Runde, 1:0 (Chicago Sky) Sieg in der 2. Runde, 1:0 (Los Angeles Sparks) Niederlage in den WNBA Semifinals, 2:3 (Las Vegas Aces)                       |
| 2021             | 32              | 26              | 6               | 81,3            | 1., Eastern Conference | Niederlage in den WNBA Semifinals, 2:3 (Chicago Sky) |
| 2022             | 36              | 25              | 11              | 69,4            | 2., Eastern Conference | Sieg in der 1. Runde, 2:1 (Dallas Wings) Sieg in den WNBA Semifinals, 3:2 (Chicago Sky) Niederlage in den WNBA Finals, 1:3 (Las Vegas Aces)                          |
| 2023             | 40              | 27              | 13              | 67,5            | 2., Eastern Conference | Sieg in der 1. Runde, 2:1 (Minnesota Lynx) Niederlage in den WNBA Semifinals, 1:3 (New York Liberty)                                                                 |
| 2023             | 40              | 28              | 12              | 70,0            | 2., Eastern Conference | Sieg in der 1. Runde, 2:0 (Indiana Fever) Niederlage in den WNBA Semifinals, 2:3 (Minnesota Lynx)                                                                    |
| Gesamt (Sun)     | 748             | 439             | 309             | 58,7            |                        | 16 Playoff-Teilnahmen in 22 Saisons 30 Serien: 14 Siege, 16 Niederlagen 86 Spiele: 44 Siege, 42 Niederlagen (51,2 %)                                                 |
| Gesamt           | 876             | 499             | 377             | 57,0            |                        | 17 Playoff-Teilnahmen in 26 Saisons 31 Serien: 14 Siege, 17 Niederlagen 89 Spiele: 45 Siege, 44 Niederlagen (50,7 %)                                                 |

## Trainer
| Name            | Saison        | Reguläre Saison | Reguläre Saison | Reguläre Saison | Playoffs | Playoffs | Playoffs |
| Name            | Saison        | GC              | W               | L               | GC       | W        | L        |
| --------------- | ------------- | --------------- | --------------- | --------------- | -------- | -------- | -------- |
| Carolyn Peck    | 1999 bis 2001 | 96              | 44              | 52              | 3        | 1        | 2        |
| Dee Brown       | 2002          | 32              | 16              | 16              | –        | –        | –        |
| Mike Thibault   | 2003 bis 2012 | 306             | 181             | 125             | 33       | 17       | 16       |
| Anne Donovan    | 2013 bis 2015 | 102             | 38              | 64              | –        | –        | –        |
| Curt Miller     | 2016 bis 2022 | 226             | 140             | 86              | 33       | 16       | 17       |
| Stephanie White | 2023 bis 2024 | 80              | 55              | 25              | 14       | 7        | 7        |
| Rachid Meziane  | Ab 2025       | -               | -               | -               | -        | -        | -        |

Carolyn Peck war die erste Trainerin in der Geschichte der Franchise. Während ihrer Zeit in Orlando übernahm sie auch den Posten des General Mangers. In den drei Saisons holte sie bekannte Spielerinnen wie Shannon Johnson, Taj McWilliams-Franklin und Nykesha Sales nach Orlando. In der Saison 2000 erreichte sie mit den Miracle zum ersten Mal die Playoffs, wo sie aber bereits in der ersten Runde an den Cleveland Rockers scheiterten. Nachdem sie in der Saison 2001 das Ziel Playoffs klar verfehlt hatte, wurde sie entlassen. Peck gewann mit den Miracle 44 von 96 Spielen.
Nach dem Abgang von Peck wurde 2002 Dee Brown zum neuen Cheftrainer ernannt. Jedoch wurde er durch den Verkauf der Franchise am Ende der Saison bereits nach einem Jahr wieder entlassen. Brown verpasste mit den Miracle knapp die Playoffs. Indiana Fever konnten am Ende der Saison die gleiche Bilanz wie Miracle aufweisen. Jedoch konnten Indiana Fever zwei von drei direkten Begegnungen gewinnen, deshalb bekamen die Fever den vierten und letzten Playoff-Platz zugesprochen.
Nach der Übersiedlung nach Connecticut wurde Mike Thibault zum neuen Cheftrainer ernannt. Die Sun erreichten unter der Führung von Thibault zwei Mal die WNBA-Finals. Jedoch reichte es am Ende nie zum Gewinn der Meisterschaft. 2006 und 2008 wurde Thibault zum Coach of the Year gewählt. Nachfolgerin von Thibault wurde Anne Donovan, die die Sun aber nicht in die Playoffs führen konnte.
Im Dezember 2024 gaben die Connecticut Sun Rachid Meziane als siebten Cheftrainer der Franchise bekannt.

## Spielerinnen

### Kader der Saison 2023
Stand: 5. Juni 2023
| Nr. | Land               | Name                | Position      | Geburtsdatum | Erfahrung in WNBA | College                      |
| --- | ------------------ | ------------------- | ------------- | ------------ | ----------------- | ---------------------------- |
| 2   | Vereinigte Staaten | Natisha Hiedeman    | Guard         | 10.02.1997   | 4 Saisons         | Marquette University         |
| 5   | Australien         | Rebecca Allen       | Guard         | 06.11.1992   | 7 Saisons         | -                            |
| 10  | Vereinigte Staaten | Olivia Nelson-Ododa | Center        | 17.08.20004  | 1 Saison          | University of Connecticut    |
| 15  | Vereinigte Staaten | Tiffany Hayes       | Guard         | 20.09.1989   | 10 Saisons        | University of Connecticut    |
| 20  | Vereinigte Staaten | Liz Dixon           | Forward       | 29.09.2000   | Rookie            | University of Louisville     |
| 21  | Vereinigte Staaten | DiJonai Carrington  | Guard/Forward | 08.01.1998   | 2 Saisons         | Baylor University            |
| 24  | Vereinigte Staaten | DeWanna Bonner      | Forward/Guard | 21.08.1987   | 13 Saisons        | Auburn University            |
| 25  | Vereinigte Staaten | Alyssa Thomas       | Forward       | 12.04.1992   | 9 Saisons         | University of Maryland       |
| 32  | Vereinigte Staaten | Leigha Brown        | Guard         | 14.07.2000   | Rookie            | University of Michigan       |
| 42  | Vereinigte Staaten | Brionna Jones       | Forward       | 18.12.1995   | 6 Saisons         | University of Maryland       |
| 52  | Vereinigte Staaten | Tyasha Harris       | Guard         | 01.05.19980  | 3 Saisons         | University of South Carolina |

### Erstrunden-Wahlrechte beim WNBA Draft
| Name             | Jahr | Draft-Position |
| ---------------- | ---- | -------------- |
| Lindsay Whalen   | 2004 | 4.             |
| Katie Feenstra   | 2005 | 8.             |
| Kamesha Hairston | 2007 | 12.            |
| Sandrine Gruda   | 2007 | 13.            |
| Amber Holt       | 2008 | 9.             |
| Ketia Swanier    | 2008 | 12.            |
| Chante Black     | 2009 | 10.            |
| Tina Charles     | 2010 | 1.             |
| Danielle McCray  | 2010 | 7.             |

| Name               | Jahr | Draft-Position |
| ------------------ | ---- | -------------- |
| Astan Dabo         | 2012 | 9.             |
| Kelly Faris        | 2013 | 11.            |
| Chiney Ogwumike    | 2014 | 1.             |
| Chelsea Gray       | 2014 | 11.            |
| Elizabeth Williams | 2015 | 4.             |
| Morgan Tuck        | 2016 | 3.             |
| Rachel Banham      | 2016 | 4.             |
| Brionna Jones      | 2017 | 8.             |

In den bisher 15 Spielzeiten seit dem Umzug nach Montville vor der Saison 2003 hatten die Sun 17 Draftrechte in der ersten Runde des WNBA Drafts. Das Franchise hatte dabei nur neunmal einen Draft-Pick in der ersten Runde. Dreimal hatte das Franchise aufgrund von Trades keinen Draft-Pick in der ersten Runde, insgesamt fünfmal konnten sogar zwei Spielerinnen ausgewählt werden.
Das Team aus Connecticut konnte bisher zweimal die erste Spielerin im Draft auswählen. Mit Tina Charles (2010) und Chiney Ogwumike (2014) konnten auch beide Top-Draftpicks die in sie gesteckten Erwartungen erfüllen und wurden nach ihren ersten Saisons in der WNBA zum besten Neuling des Jahres gewählt.
Mit Morgan Tuck, Rachel Banham und Brionna Jones standen noch drei Spielerinnen, die von den Sun in der ersten Runde eines Drafts ausgewählt worden waren, am Ende der Saison 2017 im Kader des Franchise.